# Megadictynidae
Megadictynidae Lehtinen, 1967 è una famiglia di ragni appartenente all'infraordine Araneomorphae.

## Caratteristiche
I ragni appartenenti a questa famiglia sono provvisti di cribellum di forma intera, hanno una grande apofisi dorsale sui pedipalpi tibiali del maschio e un fusulo posteriore sulle filiere laterali posteriori e uno spazio di filatura piuttosto ampio.

## Distribuzione
I 2 generi sono stati rinvenuti nella Nuova Zelanda.

## Tassonomia
In origine attribuiti alla famiglia Nicodamidae, a seguito di un lavoro di Dimitrov et al., del 2017, sono stati attribuiti alla nuova superfamiglia Nicodamoidea.
Attualmente, a novembre 2020, si compone di 2 generi e 2 specie:
- Forstertyna Harvey, 1995 - Nuova Zelanda
- Megadictyna Dahl, 1906 - Nuova Zelanda